# Ministre de la Justice de Russie
Avant 1800, le ministre de la Justice de Russie était nommé procureur général.

## Liste des Ministres de la Justice de Russie
- Piotr Obolianinov:  2 février 1800 – 16 mars 1801
- Gavrila Derjavine: 8 septembre 1802 – 7 octobre 1803
- Piotr Lopoukhine: 8 octobre 1803 – 1er janvier 1810
- Ivan Dmitriev: 1er janvier 1810 – 30 août 1814
- Dimitri Trochtchinsky: 30 août 1814 – 25 août 1817
- Prince Dimitri Lobanov-Rostovsky: 25 août 1817 – 18 octobre 1827
- Prince Alekseï Alekseïevitch Dolgoroukov: 18 octobre 1827 – 20 septembre 1829
- Dmitri Dachkov: 20 septembre 1829 – 14 février 1839
- Comte Dimitri Nikolaïevitch Bloudov: 15 février 1839 – 31 décembre 1839
- Comte Viktor Panine: 31 décembre 1839 – 21 octobre 1862
- Dimitri Zamiatnine: 21 octobre 1862 – 18 avril 1867
- Prince Sergueï Ouroussov: 18 avril 1867 – 15 octobre 1867
- Comte Constantin Ivanovitch Pahlen: 15 octobre 1867 – 30 mai 1878
- Dimitri Nikolaïevitch Nabokov: 30 mai 1878 – 6 novembre 1885
- Nikolaï Manassein: 6 novembre 1885 – 1er janvier 1894
- Nikolaï Mouraviev: 1er janvier 1894 – 14 janvier 1905
- Sergueï Manoukhine: 21 janvier 1905 – 16 décembre 1905
- Mikhaïl Akimov: 16 décembre 1905 – 24 avril 1906
- Ivan Chtcheglovitov: 24 avril 1906 – 6 juillet 1915
- Alexandre Khvostov: 6 juillet 1915 – 7 juillet 1916
- Alexandre Alexandrovitch Makarov: 7 juillet 1916 – 20 décembre 1916
- Nikolaï Dobrovolski: 20 décembre 1916 – 28 février 1917